# David de Borgoña
David de Borgoña fue un noble francés, obispo de Utrech desde 1456. Uno de los numerosos hijos ilegítimos del duque Felipe III de Borgoña, fue nombrado obispo por su padre en un intento de imponer un control borgoñón más centralizado sobre los Países Bajos. También fue obispo de Thérouanne de 1451 a 1456. Es el tercer obispo de Utrech con el reinado más largo, después de Balderico y Willibrord, y ocupó la sede hasta su muerte en 1496.

## Biografía
David fue hijo de Felipe III de Borgoña con Juana Chastellain (f. 14 de julio de 1442), conocida como la señorita de Quéry la Motte (actual Paso de Calais). Esta última se casó con Esteban de Bours, gobernador de Gorgues y de Dunkerque (f. 1450).
Fue obispo de Thérouanne (Terwaan) desde 1451, gracias a un esfuerzo conjunto entre los Cods y Borgoña, siendo también nombrado obispo de Utrech por el papa Nicolás V. Sin embargo, los capítulos de Utrech habían elegido obispo al preboste Gijsbrecht van Brederode, favorecido por Hook. Pero Felipe el Bueno obligó al Nedersticht a aceptar el nombramiento de su hijo el 3 de agosto de 1456 en el tratado de IJsselstein. El Oversticht también tuvo que ser convencido por la fuerza.
La oposición persistió, por lo que David abandonó Utrecht en 1459 para establecerse en el recién adquirido Wijk bij Duurstede, donde residió el resto de su vida. Gracias al apoyo borgoñón, su autoridad aumentó. Otra medida eficaz fue la creación del Schive, un tribunal de apelación centralizado, con jurisdicción superior a las leyes de la ciudad.
Un gran avance significó la captura de Gijsbrecht van Brederode y su hermano Reinoud en 1470. Esto condujo a la Primera Guerra Civil de Utrecht (1470-1474), ganada por David.
Debido al poder borgoñón de la época, fue uno de los obispos más poderosos de Europa. Nombró al schout, arrebató la jurisdicción penal al consejo, controló los peajes y redujo la influencia de la ciudad sobre las tierras de cultivo.
La muerte de su medio hermano Carlos el Temerario en 1477 lo cambió todo. Las políticas de David provocaron una revuelta de los partidarios del partido Hook en 1481. Estalló una nueva guerra civil y David fue capturado. Maximiliano I del Sacro Imperio Romano Germánico, esposo de su sobrina María tuvo que intervenir para liberar al obispo. David reconquistó Utrech en la batalla de Westbroek, pero fue expulsado de nuevo en 1483. Tras el exitoso asedio de Utrech, la revuelta llegó a su fin en 1483.
David de Borgoña era un gran amante del arte; atrajo a artistas a su corte e impulsó la construcción de la Catedral de San Martín (Utrecht). Modernizó su residencia, el Castillo de Duurstede en Wijk bij Duurstede, y también es responsable de la gran iglesia. El Museo Catharijneconvent conserva una hermosa capa pluvial de David.
Sus últimos años se centraron en restaurar la situación financiera que había sido arruinada por la guerra civil de 1481-83, y equilibrar la influencia de los Habsburgo, que para entonces ya habían llegado a poseer Holanda y Güeldres.
David murió en 1496 y fue enterrado en la iglesia de Wijk bij Duurstede.